# Audubon Drive
Der Audubon Drive ist eine Straße im Osten von Memphis (Tennessee). Überregionale Bekanntheit erlangte sie 1956, nachdem Elvis Presley hier seine erste Immobilie erworben hatte. 

## Lage
Der Audubon Drive verläuft südlich der Park Avenue, des Audubon Park und des Memphis Botanic Garden, östlich der Getwell Road und des Park Avenue Campus der University of Memphis, westlich der Cherry Road und der Harding School of Theology sowie nördlich der Rhodes Avenue. 

## Verlauf
Die knapp 900 Meter lange Straße beginnt im Norden an der Park Avenue und führt zunächst in Richtung Süden und etwa ab der Hälfte in Richtung Südwesten, wo sie schließlich am südlichen Verlauf des Oak Ridge Drive endet. Der südliche Abschnitt des Oak Ridge Drive verläuft in Nord-Süd-Richtung zwischen dem Oaksedge Drive im Norden und der Kimball Avenue im Süden. 
Außerdem trifft der Audubon Drive (von Nord nach Süd) auf den nördlichen Verlauf des Oak Ridge Drive (der eine Verbindung zur östlich parallel verlaufenden Cherry Road herstellt und an dieser endet), auf die nur zwischen Audubon Drive und Cherry Road existierende Haverhill Road sowie auf den Oaksedge Drive, der nur rund 150 Meter weiter westlich in einer Kurve in den bereits erwähnten Oak Ridge Drive übergeht. 

## Erster Grundbesitz von Elvis Presley
Der Audubon Drive ist eine beschauliche Wohnstraße inmitten eines ruhigen und gehobenen Wohnviertels. Unruhe und hektische Aktivitäten kamen lediglich in den Jahren 1956/57 auf. 
Denn mit Kaufvertrag vom 5. März 1956 erwarb der damals 21-jährige Elvis Presley das Anwesen Nummer 1034, das zugleich sein erster Grundbesitz war.
35° 6′ 13″ N, 89° 55′ 13″ W
Die Immobilie befindet sich in der Nähe des vorherigen Wohnsitzes und der letzten Mietwohnstätte der Familie Presley unter Nummer 1414 Getwell Road.
Das 1954 errichtete Haus, das Elvis Presley mit seinen Eltern ein Jahr lang bewohnte, befindet sich beinahe in der geografischen Mitte der Straße; im Abschnitt zwischen dem nördlichen Verlauf des Oak Ridge Drive, der Haverhill Road und der Cherry Road. Die Anwesenheit Presleys sorgte dafür, dass die bisher ruhige und eher versteckt liegende Straße bald überregional bekannt wurde und eine Menge Schaulustige und Fans anlockte.
Das nach allen Seiten offene Anwesen erwies sich schon bald als nicht geeignet, weil es keinen Schutz vor der immer größer werdenden Zahl von Pilgern gab und daher nicht die erforderliche Privatsphäre gewährleistete. Dieser Umstand erwies sich sowohl für die Presleys selbst als auch für die Nachbarn als wenig vorteilhaft. Die Gegend war ständig bevölkert und bald begannen einige besonders unverwüstliche Fans, auf dem Rasen vor Presleys Haus zu kampieren. Daher zogen seine Eltern es vor, die Zeit ebenfalls in Hollywood zu verbringen, während Sohn Elvis dort die Dreharbeiten zu seinem zweiten Film Loving You absolvierte.
Nach der Rückkehr aus Hollywood im März 1957 suchten die Presleys ein geeigneteres Grundstück und fanden dieses bereits wenige Tage später in Graceland, das sich etwa zwölf Kilometer Luftlinie südwestlich des Audubon Drive befindet.
Das Anwesen am Audubon Drive wechselte seither etwa achtmal den Eigentümer. Zunächst zog Ruth Brown Moore ein, die Presley Graceland verkauft hatte, wobei der Bezug der Immobilie am Audubon Drive ein Teil ihrer Vereinbarungen im Kaufvertrag war.
Zuletzt wechselte die Immobilie im Juli 2006 für eine Million Dollar den Eigentümer. Käufer war der Musikverleger Mike Curb, der unter anderem das RCA Studio B in Nashville besitzt, in dem Elvis Presley einige Lieder aufgenommen hat.